# Villa Sant'Angelo
Villa Sant'Angelo är en ort och kommun i provinsen L'Aquila i regionen Abruzzo i Italien. Kommunen hade 434 invånare (2018).